# Yūsuke
Yūsuke (jap. ゆうすけ, ユウスケ) – popularne męskie imię japońskie.

## Znane osoby
- Yūsuke (ユウスケ), basista japońskiego zespołu Hearts Grow
- Yūsuke (悠介), gitarzysta japońskiego zespołu lynch.
- Yūsuke Fujimoto (祐介), japoński kick-boxer
- Yūsuke Hagihara (雄祐), japoński astronom
- Yūsuke Imai (裕介), japoński wioślarz
- Yūsuke Imai (裕介), japoński łyżwiarz
- Yūsuke Iseya (友介), japoński aktor
- Yūsuke Kamiji (雄輔), japoński aktor
- Yūsuke Kanamaru (雄介), japoński judoka
- Yūsuke Kaneko (祐介), japoński skoczek narciarski
- Yūsuke Kawaguchi (雄介), japoński zawodnik MMA
- Yūsuke Kitamura, japoński narciarz dowolny
- Yūsuke Kobori (佑介), japoński bokser
- Yūsuke Kuniyoshi (祐輔/ユウスケ), wokalista japońskiego zespołu High and Mighty Color
- Yūsuke Minato (祐介), japoński narciarz, specjalista kombinacji norweskiej
- Yūsuke Murata (雄介), japoński mangaka
- Yūsuke Naora (有祐), japoński dyrektor artystyczny
- Yūsuke Numata (祐介), japoński seiyū
- Yūsuke Ōeda (雄介), japoński profesjonalny gracz Go
- Yūsuke Tanaka (佑典), japoński gimnastyk
- Yūsuke Tomoi (雄亮), japoński aktor

## Fikcyjne postacie
- Yūsuke Amamiya (勇介), bohater serialu Chōjū Sentai Liveman
- Yūsuke Fujisaki (佑助) / Bossun, główny bohater serii mang i anime Sket Dance
- Yūsuke Fujiwara (優介), bohater mangi i anime Yu-Gi-Oh! Duel Monsters GX
- Yūsuke Godai (雄介), główny bohater serialu Kamen Rider Kuuga
- Yūsuke Hina (雄介), główny bohater visual novel Memories Off 5: Togireta Film
- Yūsuke Ono (裕介), jeden z głównych bohaterów mangi anime i TV dramy Antique Bakery
- Yūsuke Saito (雄介), postać z anime i mangi Darker than Black
- Yūsuke Urameshi (幽助), główny bohater serii YuYu Hakusho
- Yūsuke Yoshino (祐介), bohater serii Clannad